# Alfstraße 38

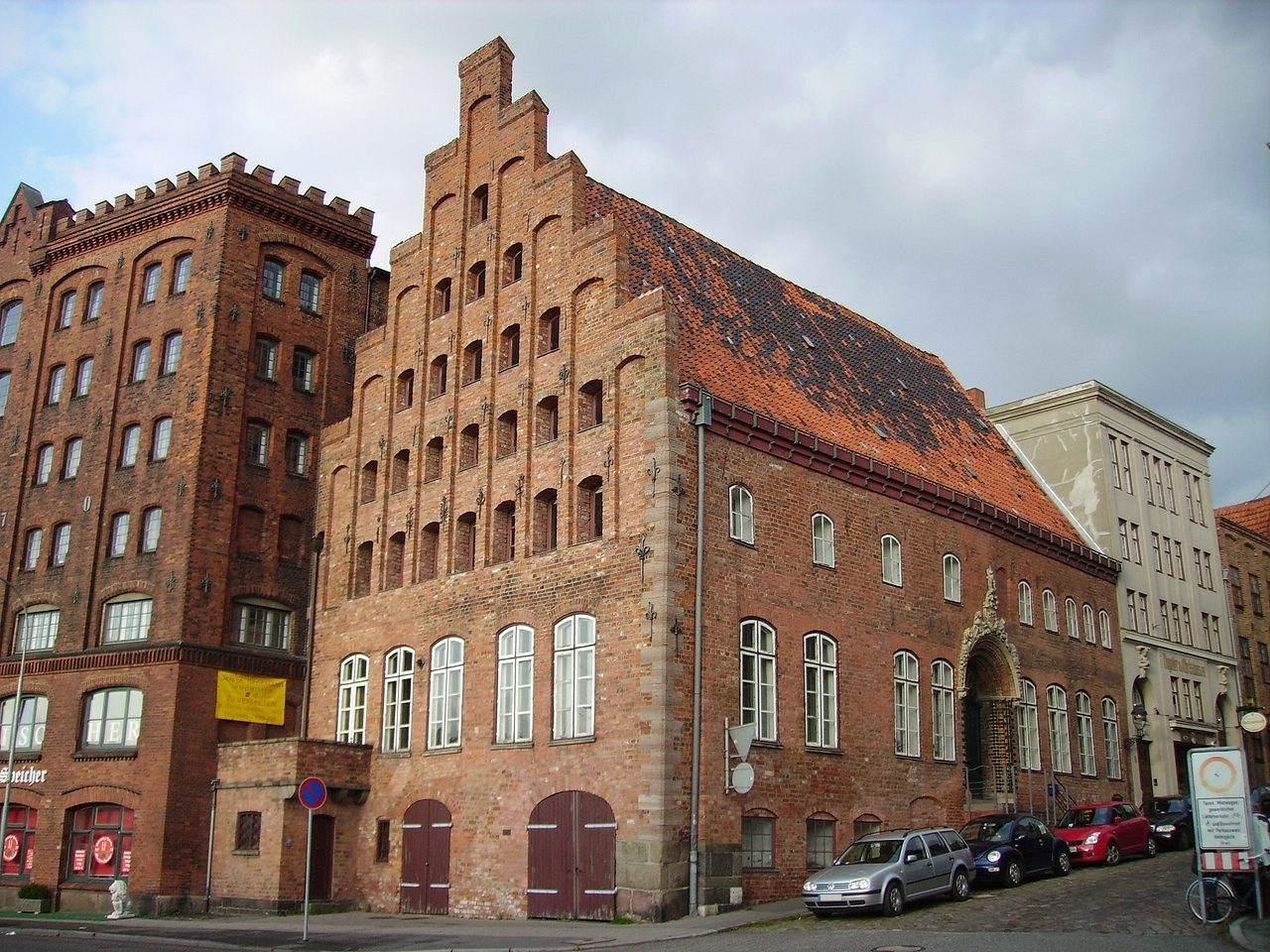
Stufengiebel der Backsteinrenaissance: Alfstraße 38

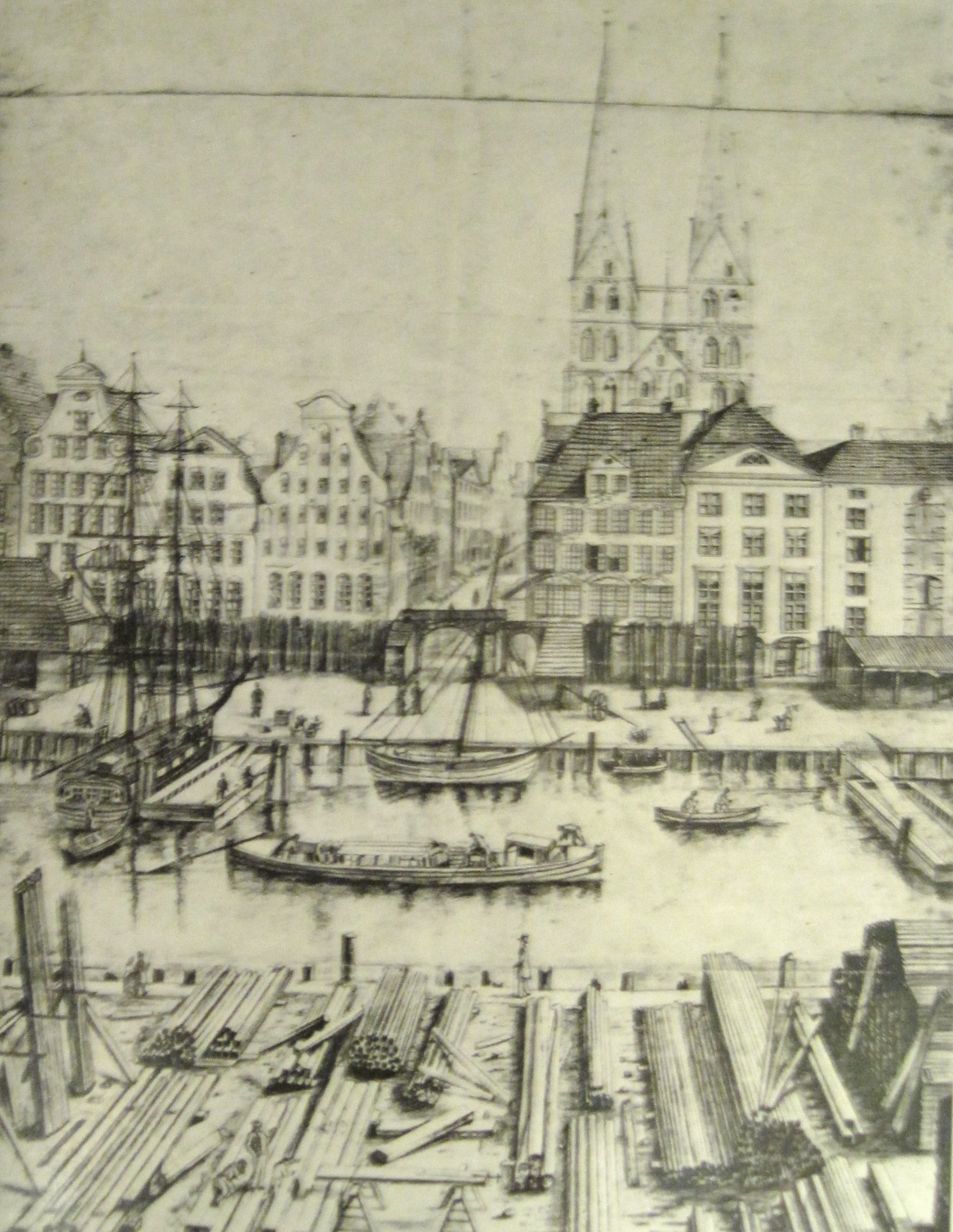
Einmündung der Alfstraße in die heutige Untertrave vor 1848, im Vordergrund die Stadtmauer

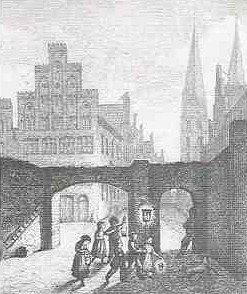
Zeichnung von Stadtmauer und Alfstraße 38 im Lübecker ABC von Carl Julius Milde (1857)

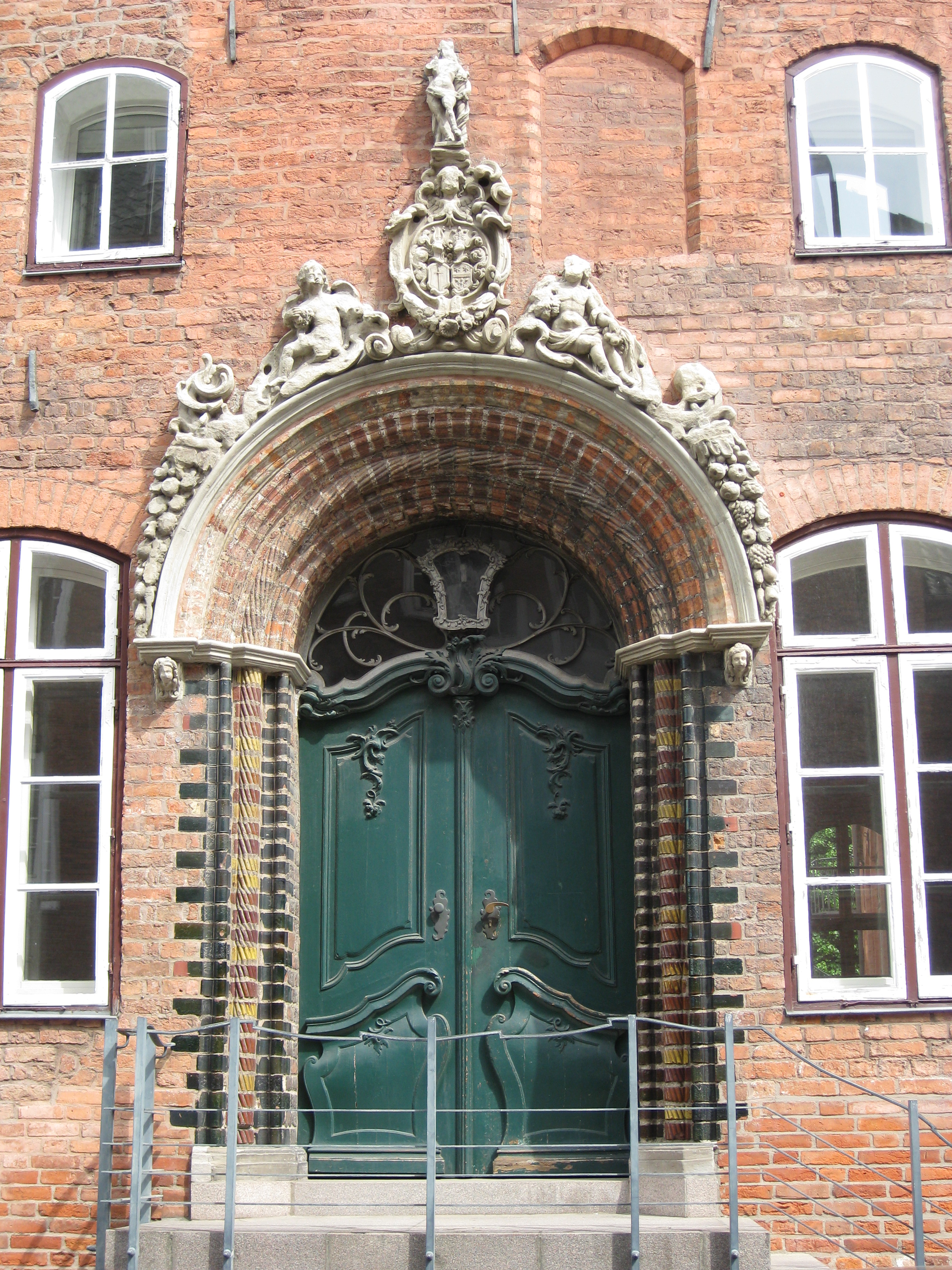
Portal der Alfstraße 38

Das Eckgrundstück Alfstraße 38 ist mit einem der wichtigen Profanbauten der Lübecker Altstadt bebaut. Aufgrund seiner Lage an der Ecke der Alfstraße zur Untertrave im Gründungs- oder Kaufmannsviertel lag das Grundstück in der Zeit der Stadtgründung am Hafenmarkt und Trave sogar außerhalb der Stadtmauern. Insbesondere aufgrund der Lage wird die Auffassung vertreten, das Haus sei nicht als Kaufmanns- oder Bürgerhaus erbaut worden, sondern als Haus einer Kaufleutekorporation oder Gilde und habe insbesondere im Untergeschoss dem hafennahen Warenaustausch gedient. Das gesamte Haus steht unter Denkmalschutz.

## Baugeschichte
Vorher standen hier die ältesten Häuser der Lübecker Altstadt. Bei Grabungen auf dem Grundstück Alfstraße 38 und auf dem Nachbargrundstück Alfstraße 36 stießen die Archäologen der Bodendenkmalpflege auf die Fundamente von Holzhäusern, die dendrochronologisch auf die Zeit zwischen 1184 und 1195 datiert werden konnten. Beide Holzhäuser fielen einem der Stadtbrände des 13. Jahrhunderts zum Opfer, der sich nach der Chronik 1209 ereignet haben könnte. Der Nachfolgebau wurde nach dendrologischen Befunden im Kellerbereich etwa 1220 über dem Schutt der Vorgängerbebauung errichtet und ist im Kern vermutlich noch im romanischen Stil angelegt worden. Im Jahr 1305 wurde das Grundstück erstmals urkundlich erwähnt. Das romanische Saalgeschosshaus wurde dann zum backsteingotischen Dielenhaus mit rückwärtigem Seitenflügel umgebaut und erhielt sein heutiges Erscheinungsbild, insbesondere den (1936 anstelle eines verputzten barocken Schweifgiebels rekonstruierten) Treppengiebel zur Untertrave, aber auch das Äußere des Seitenflügels in einem weiteren dritten Schritt im Jahr 1564 unter dem Eigentümer Hans Millies, also zur Zeit der Renaissance, die damit äußerlich in der Prägung des Stils dieses Hauses vorherrscht. Wahrscheinlich zu Beginn des 13. Jahrhunderts wurde die Stadtmauer an dieser Stelle im Zuge eines Hafenausbaus und weiterer Uferbefestigungen der Trave vorgezogen, so dass sich das Haus fortan und bis zum Abbruch der Stadtmauer in diesem Bereich des Lübecker Hafens im 19. Jahrhundert nun innerhalb der Mauern befand, wie es auf zeichnerischen Darstellungen noch zu sehen ist.

## Portal
Außergewöhnlich und in dieser Form in Lübeck einmalig ist das Portal an der Traufseite des Hauses in der Alfstraße. Das Portal selbst ist zunächst ein typisches profiliertes Backsteinportal der Renaissance, wie es sich auch anderen Lübecker Patrizierhäusern findet. Haustür und Oberlicht samt Laterne sind deutlich jünger und der Zeit des Rokoko zuzuordnen. Einmalig ist hingegen die barocke Verzierung das Bogengesims mit Fruchtranke, Knorpelwerk, Putten und einer Wappenkartusche aus Sandstein rund um das eigentliche Portal. Die Wappenkartusche füllt ein Allianzwappen, von denen das rechte (heraldisch linke) das der Familie des Bürgermeisters Johann Vinhagen ist.

## Inneres
Die Besonderheit des Portals leitet auf die Innenausstattung über, die in der Eingangshalle zunächst von einer Treppenanlage des späten 18. Jahrhunderts unter Wiederverwendung von älteren barocken Treppenpfosten, die die geschnitzten Köpfe von Kriegern zeigen, geprägt wird. In den Geschossen des Seitenflügels befinden sich opulente Stuckdecken des Barock aus der zweiten Hälfte des 17. Jahrhunderts, während das Erdgeschoss des Vorderhauses von dem großen Rokokosaal mit Paneelen, stuckierten Wandfeldern und Pilastern sowie der dazugehörigen Stuckdecke mit Rocaillen aus der zweiten Hälfte des 18. Jahrhunderts geprägt wird. Der Ovid-Saal im zweiten Obergeschoss des Seitenflügels gilt als Kleinod barocker Wandmalerei.